# Bertoni (azienda)
La Bertoni è una piccola casa motociclistica italiana attiva dal 1951 al 1954.

## La storia
Nel 1951 Franco Bertoni divideva la sua attività tra le corse in moto a bordo di una MV Agusta e la gestione della concessionaria Gilera di Varese, di cui era il proprietario. Vista la grande domanda di motoleggere e motocicli che spesso costringevano i clienti a lunghe attese per la consegna, decise di produrre in proprio un motociclo da proporre in alternativa alla richiestissima Gilera 125.
In uno stabile che si affacciava sul cortile di villa Recalcati, ora sede della Provincia, Bertoni allestì una piccola officina e prese accordi con la neonata FBM per la fornitura di propulsori a due tempi da 160 cm³.
Nacque così la Bertoni 160 Sport che veniva proposta al medesimo prezzo della Gilera 125, ottenendo un discreto successo tra la clientela che non intendeva aspettare a lungo per entrare in possesso del proprio mezzo di locomozione. Il motore FBM a due tempi aveva una potenza di sette cavalli che consentivano una velocità di circa 100 km/h. Il telaio era del tipo monoculla singola. Gli ammortizzatori erano già a doppia camera e la forcella telescopica. Cerchi in alluminio e cromature rendevano preziosa questa motocicletta. Esistevano tre modelli: il turismo con sella lunga a due posti, lo sport con sella monoposto e il super sport con motore più prestante e marmitta ad espansione.
I primi esemplari vennero consegnati nei primi mesi del 1952 e la minuscola officina Bertoni riuscì, potendo contare solo su tre operai, a produrre 201 esemplari, fino alla cessazione della produzione nel 1954, quando Bertoni notò che la sua 160 gli costava quanto la Gilera 150.